# Riccardo Meggiorini
Riccardo Meggiorini (* 4. September 1985 in Isola della Scala) ist ein italienischer ehemaliger Fußballspieler.

## Karriere

### Verein
Riccardo Meggiorini begann seine Karriere in der Jugend von Hellas Verona und Inter Mailand. Er debütierte am 14. November 2004 in der Partie gegen Cagliari Calcio in der Serie A. Dies war zudem sein einziger Einsatz in jener Spielzeit. Um mehr Spielpraxis zu erhalten, wurde er im Januar 2005 zu Spezia Calcio verliehen. Bei den Liguriern absolvierte er zehn Partien in der Serie C1, blieb jedoch ohne Torerfolg. Im Sommer 2005 folgte mit der AC Pavia die nächste Leihstation. In Pavia bestritt er zwölf Partien und blieb erneut ohne einen einzigen Treffer. Im Februar 2006 nahm ihn die AS Cittadella als Leihspieler unter Vertrag. In den ersten zehn Partien bis zum Saisonende markierte er drei Treffer und Cittadella verpflichtete ihn dauerhaft von Inter Mailand. In den folgenden zwei Spielzeiten gelang es Meggiorini mit seinen Leistungen dem Verein zum Aufstieg in die Serie B zu verhelfen.
Nachdem er in der Saison 2008/09 in 37 Partien 18 Tore für die Mannschaft erzielte und erst am letzten Spieltag mit einem Tor zum Sieg über Rimini Calcio den Klassenerhalt des Teams sicherstellte, sicherte sich Inter Mailand erneut die Rechte am Angreifer. Am 10. Februar 2009 im Heimspiel gegen Avellino hatte er alle vier Tore für Cittadella erzielt. Im Sommer 2009 verkauften ihn die Mailänder an den apulischen Verein AS Bari. Bei den Galletti zählte er zu den Stammspielern und erhielt regelmäßig Einsätze in der Serie A. Im Sommer 2010 wurde er an den FC Bologna abgegeben.

### Nationalmannschaft
Meggiorini spielte in der italienischen U-19- und U-20-Nationalmannschaft, für die er insgesamt drei Partien bestritt.